# Randers Bibliotek
Randers Bibliotek er Randers Kommunes folkebibliotek, og består af et hovedbibliotek i Kulturhuset i Randers, tre lokalbiblioteker og en bogbus. Fra 1. januar 2007 er navnet ændret fra Randersegnens Biblioteker til Randers Bibliotek. Randersegnens Biblioteker var et biblioteksforbund mellem Nørhald, Purhus, Randers, Rougsø og Sønderhald Kommuner i perioden fra 1970 til udgangen af 2006, men forbundet blev nedlagt i forbindelse med kommunalreformens sammenlægning af de fem kommuner. 

## Historie
I 1862 oprettedes et folkebibliotek i Randers med adgang for alle. Biblioteket, der var foreningsdrevet, havde som formålsparagraf: ”at skaffe Byens uformuende Indvaanere fri Adgang til Læsning af opbyggelige, belærende eller underholdende Bøger.” Der var blot 488 bind på biblioteket i 1862. I 1915 var der knap 5000 bind og 455 lånere. I 1925 var antallet af lånere og antallet af bøger fordoblet, mens udlånstallet var tredoblet i forhold til 1915. 
Fra 1862 til 1897 lå biblioteket i et lokale på rådhuset. I 1897 flyttede biblioteket til et lokale i det restaurerede Helligåndshus. 
Folkebiblioteket blev centralbibliotek fra april 1927. I november 1927, på foreningens 65 års fødselsdag, blev biblioteket overtaget af Randers købstadkommune. Dette skete samtidig med indvielsen af nye lokaler i den gamle latinskoles tagetage i Vestergade.
En bogbil, datidens bogbus, blev taget i brug i 1938. Bogsamlingen var på over 36.000 bind i 1944, og der var 6.000 lånere.
Til sammenligning var der i 2005 i hovedbibliotek, lokalbiblioteker og bogbusser en ugentlig åbningstid på 297 timer, 423.600 materialer (bøger, cd, dvd m.m.), et samlet udlån på 1.245.243, et besøgstal på 706.442, 88,7 personaleenheder og 73.000 tilmeldte lånere.
Randers Bibliotek stod i perioden 2001-2007 bag Dansk RessourceCenter for e-bøger (DRC), som var Danmarks videnscenter på e-bogsområdet. DRC var en portal om e-bøger.